# Bhāskara II
Bhāskara II, cunoscut și ca Bhāskarāchārya ("Bhāskara învățătorul") (1114–1185) a fost un matematician și astronom indian, continuator al operei lui Aryabhata.

## Contribuții
Cunoștea lucrările matematicienilor arabi și greci.
A continuat și dezvoltat expunerile antecesorilor săi.
A făcut prima expunere metodică a sistemului de numerație zecimal.
Susținea că regula de trei simplă constituie esența aritmeticii, fiindcă permite rezolvarea a unei multitudini de probleme din viața cotidiană.
În scrierile sale, găsim reguli de înmulțire și împărțire cu numere algebrice pozitive, negative și iraționale.
A descris regula falsei poziții, găsită prima dată de Magavira în secolul al IX-lea.
Cunoștea expresiile de transformare a radicalilor suprapuși, pe care le-a preluat de la greci.
Cunoștea metoda de transformare și simplificare a iraționalelor.
A rezolvat prin artificii anumite ecuații numerice de grad superior și ecuații nedeterminate în numere întregi.
A stabilit o formulă pentru calcularea volumului și suprafeței sferei.
În opera sa se regăsește ideea de zero.
Bhaskara II a legat dezvoltarea matematicii de cea a astronomiei.

## Scrieri
- Silvanti, o lucrare în versuri, cu note explicative în proză, care conține probleme de aritmetică în versuri
- Biya-Ga-Ita: conține material în legătură cu algebra
- Siddhanta-Shiromani (Cununa științei), o lucrare de vârf din domeniul astronomiei, scrisă prin 1150, de mare popularitate și în China
- Grahanita (Calcule pentru planete)
- Gola (Sfera).

Operele sale au fost comentate de către Krisna în 1600.
1. 1 2  MacTutor History of Mathematics archive, accesat în 22 august 2017
2. 1 2 3  Encyclopædia Britannica
3. 1 2  MacTutor History of Mathematics archive
4. 1 2 3 4  Complete Dictionary of Scientific Biography[*] Verificați valoarea |titlelink= (ajutor)